# 郭志標
郭志標，JP ，畢業於美國史丹福大學，修讀理學士（化學）及文學士（經濟学），成績優異及後攻讀美國芝加哥大學，哲學博士（生化學）。
自2000年起擔任董事香港交易所集團非執行董事，並於2014再度當選。在香港交易所曾擔任稽核委員會、常務委員會、諮詢小組提名委員會、項目監察委員會及薪酬委員會成員，以及衍生產品市場諮詢小組主席。
在港交所集團期和香港場外結算有限公司分別擔任紀律上訴委員會主席和風險管理委員會主席。

## 其他職位及公職
- 永安國際有限公司 - 非執行董事
- 永安國際集團有限公司 - 執行董事
- 宏高集團有限公司 - 董事總經理
- 證券及期貨事務監察委員會 - 房地產投資信託基金委員會委員（2011~）
- 香港證券及投資學會 - 傑出資深會員